# Don McCullin

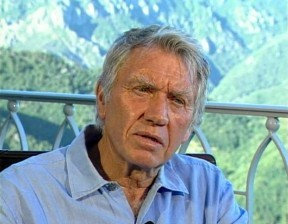
McCullin op TV Brasil in 2011

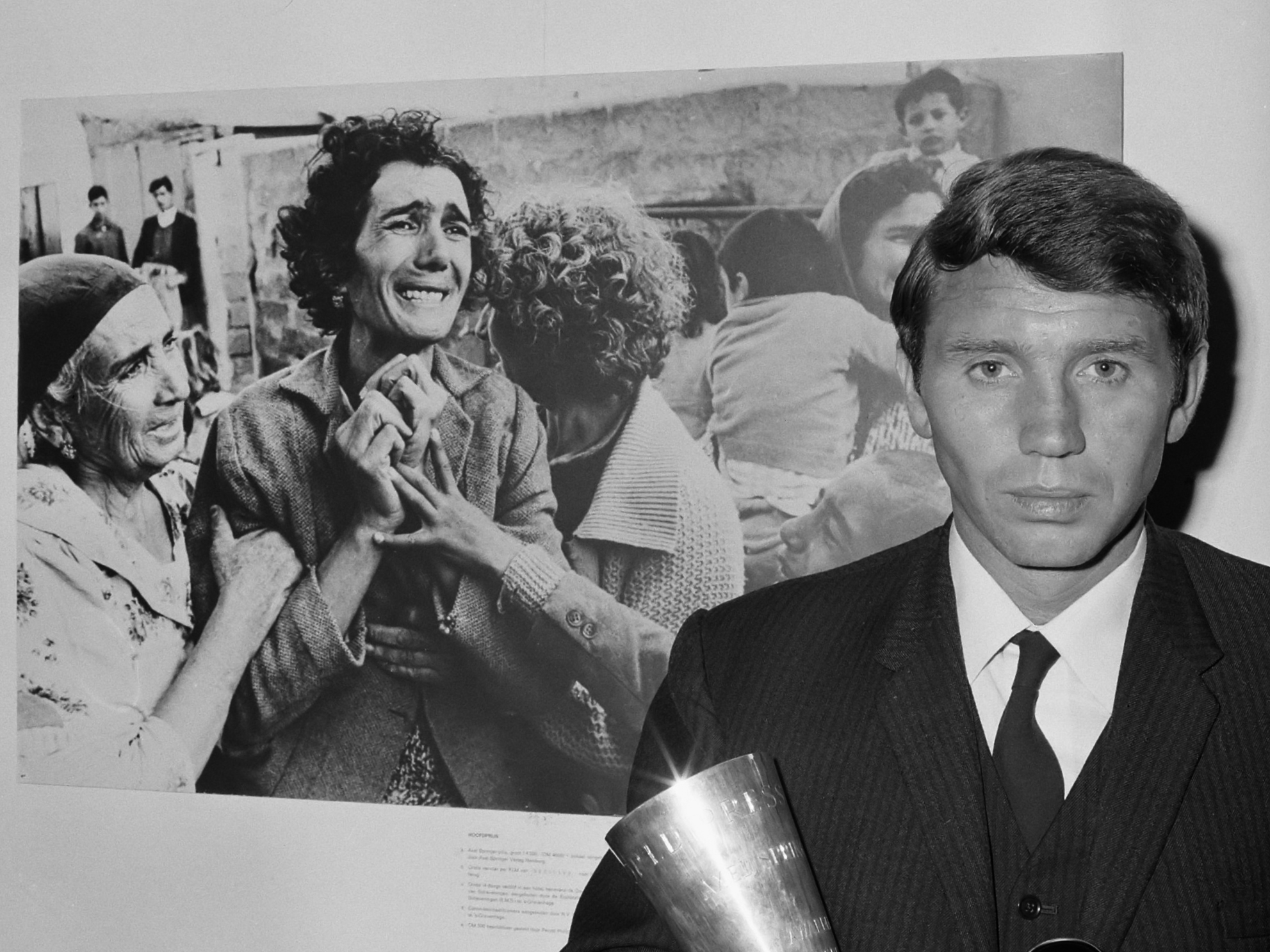
World Press Photo Award in 1964

Sir Donald (Don) McCullin (Noord-Londen, 9 oktober 1935) is een Britse fotograaf, vooral bekend van zijn oorlogsfoto's. Hij begon met fotografie tijdens zijn diensttijd bij de RAF en begon zijn carrière in 1959. Hij maakte reportages in de belangrijke conflictgebieden: Berlijn, Vietnam, Afghanistan, Beiroet en El Salvador, waar hij zwaar gewond werd. In 1978 maakte hij ook een fotoreportage over de armoede in Engeland.
McCullin werd in 2017 geridderd. In het voorjaar van 2019 werden 250 van zijn foto's tentoongesteld in het The Tate Britain.

## Prijzen
McCullin won vele prijzen waaronder:
- 1964: World Press Photo Award (oorlogsfoto's Cyprus)
- 1964: Warsaw Gold Medal
- 1977: Fellow of the Royal Photographic Society (FRPS)
- 2003: Royal Photographic Society's Special 150th Anniversary Medal and Honorary Fellowship
- 2006: Cornell Capa Award
- 2007: Royal Photographic Society's Centenary Medal

- Bibsys: 90909985
- Biblioteca Nacional de España: XX4806804
- Bibliothèque nationale de France: cb11913766n (data)
- CiNii: DA06840955
- Gemeinsame Normdatei: 119222892
- International Standard Name Identifier: 0000 0001 1780 1128
- Library of Congress Control Number: n80030599
- Nationale Bibliotheek van Letland: 000236735
- Bibliotheek van het Japanse parlement: 01238989
- Nationale Bibliotheek van Tsjechië: pna20241240260
- Nationale Bibliotheek van Israël: 987007265264905171
- Nederlandse Thesaurus van Auteursnamen: 068372736
- PIC: 285711
- RKD-Nederlands Instituut voor Kunstgeschiedenis: 240299
- LIBRIS: 376667
- SNAC: w6g46d51
- Système universitaire de documentation: 026999773
- Trove: 1243507
- Union List of Artist Names: 500087083
- Virtual International Authority File: 112755680
- WorldCat: E39PBJgtbKmdC4B9MK8y9fp3wC